# Rhys Matthew Bond
Rhys Matthew Bond (Londra, 11 giugno 1998) è un attore britannico.
È noto soprattutto per il ruolo di Nick Radford nella serie televisiva Good Witch e per quello di Cameron Olson nella serie Detective McLean.

## Biografia
Bond è nato a Londra nel 1998, nel quartiere di Hampstead. La sua famiglia si è trasferita nella Columbia Britannica, in Canada, quando lui aveva 10 anni.
Ha iniziato la sua carriera di attore all'età di 14 anni, interpretando il ruolo di Jason nell'episodio Near Mint Condition della serie televisiva R.L. Stine's The Haunting Hour. In seguito ha recitato nel film per la televisione The Unauthorized Saved by the Bell Story, trasmesso da Lifetime.
A partire dal 2015 Bond ha interpretato Nick Radford, personaggio ricorrente della serie televisiva Good Witch, trasmessa da Hallmark Channel.
Nel 2015 Bond è stato inoltre nel cast principale della serie televisiva Detective McLean trasmessa da Up, interpretando Cameron Olson. Tale ruolo gli è valso un Young Artist Awards come miglior giovane attore protagonista in una serie televisiva.

## Filmografia

### Cinema
- La mia nemica Chloe (Deadly Exchange), regia di Tom Shell (2017)

### Televisione
- Dietro le quinte (The Unauthorized Saved by the Bell Story), regia di Jason Lapeyre – film TV (2014)
- R. L. Stine's The Haunting Hour – serie TV, 1 episodio (2014)
- Detective McLean – serie TV, 10 episodi (2015)
- Love at First Glance, regia di Kevin Connor – film TV (2017)
- Good Witch – serie TV, 53 episodi (2015-2020)
- Heartland – serie TV, 8 episodi (2017-2018)

## Riconoscimenti
- 2014 – Joey Awards
  - Young Actor in a Feature Film or Movie for Television with Less than 5 Lines per Dietro le quinte

- 2015 – Joey Awards
  - Nomination Best Actor in a TV Drama Leading Role 16-19 Years per Detective McLean
  - Nomination Best Actor in a TV Comedy or Action Featured Role per Good Witch

- 2016 – Young Artist Awards[6]
  - Miglior protagonista in una serie televisiva (età 14-21) per Detective McLean